# 에세이 (화폐)
화폐학상 에세이(Essay)는 프로토타입 형태를 가진 동전으로, 일반적으로 판매되거나 유통시켜야 하는 행위를 위주로 제안받는 서비스의 총칭이기도 하다.